# José Ángel Iribar
José Angel Iribar Cortajarena, né le 1er mars 1943 à Zarautz, est un footballeur gardien de but espagnol.

## Biographie

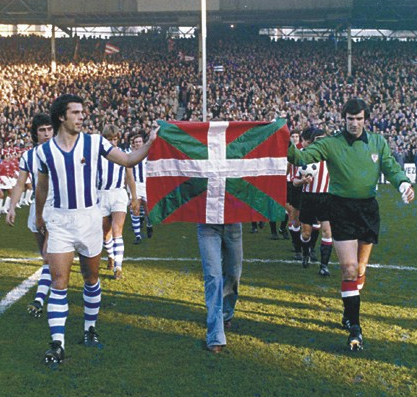
Rencontre de 1976, où Kortabarria et Iribar brandissent l'ikurriña.

Portier de l'Athletic Bilbao, il compte 49 sélections en Équipe d'Espagne entre 1964 et 1976.
Il a remporté le Championnat d'Europe de football 1964, organisé par l'Espagne, et disputé la coupe du monde 1966.
En tant que capitaine de l'Athletic Bilbao, il participe au derby basque du 5 décembre 1976 où, avec son homologue de la Real Sociedad Inaxio Kortabarria, ils brandissent ensemble lors de leur entrée sur le terrain le symbole basque de l'ikurriña dans un contexte marqué par la mort de Francisco Franco l'année précédente mais où les particularismes régionaux demeurent interdits. Il s'agit de la première apparition publique de ce drapeau qui devient drapeau officiel de la Communauté autonome du Pays basque en 1979 après l'adoption du statut de Guernica.

## Carrière

### Joueur
- 1961-1962 :  CD Baskonia
- 1962-1981 :  Athletic Bilbao

### Entraîneur
- 1983-1986 :  Athletic Bilbao B
- 1986-1987 :  Athletic Bilbao
- 1987 :  Athletic Bilbao B
- 1988 :  Pays basque
- 1993-2010 :  Pays basque

## Palmarès

### Avec l'équipe d'Espagne
- 49 sélections et 0 but avec  Espagne

Vainqueur : Euro 1964.

### Avec l'Athletic Bilbao
- vainqueur de la Coupe d'Espagne en 1969 et 1973

## Postérité
Pour les 125 ans de l'Athletic Bilbao, le maillot noir à manches longues de José Angel Iribar, typique des gardiens du club, est mis à l'honneur lors de la réédition des tenues historiques.